# Quixote (веб фрејмворк)
Quixote је фрејмворк за развој веб апликација у Пајтону. Quixote „је базиран на једноставности, флексибилном дизајну, чинећи писање апликације брзо могућим и могућност бенефита од широког спектра доступних Пајтон модула трећих лица“.
Quixote апликација је типично Пајтон пакет, колекција модула груписаних у један директоријум. Quixote затим мапира URL у потпрограм или методу у оквиру Пајтон пакета; потпрограм је затим позван са садржајем HTTP захтева, и резултати су враћени клијенту.